# Mussa Chamaune
Mussa Chamaune (* 19. August 1992 in Maputo) ist ein mosambikanischer Kanute.
Gemeinsam mit seinem Kanuten-Kollegen Joaquim Lobo nahm er an den Olympischen Sommerspielen 2016 in Rio de Janeiro teil. Lobo und Chamaune waren die ersten mosambikanischen Kanuten, die jemals an olympischen Spielen teilnahmen. Sie qualifizierten sich in der Qualifikationsrunde vom 29. März bis 2. April 2016 in Pretoria, Südafrika. In der gesamten Vorbereitung erhielten die beiden Kanuten umfangreiche Unterstützung des brasilianischen Kanu-Verbandes, wobei inzwischen die Kooperation aufgrund von Differenzen beendet sein soll.
Chamaune trat sowohl im Einer-Canadier über 1000 m als auch gemeinsam mit Lobo im Doppel-Canadier über 1000 m an. Im Einer-Canadier erreichte mit einer Zeit von 5:00,454 min (7. Platz) das Halbfinale, schied dann mit einer Zeit von 5:07,281 min (8. Platz) aus. Im Doppel-Canadier mit Lobo erreichte er das Finale und errang mit einer Zeit von 4:38,732 min den 11. Platz.